# Microsoft Office XP
Microsoft Office XP (Кодова назва Office 10  ) — це офісний пакет, офіційно представлений корпорацією Майкрософт у липні 2000 року для операційної системи Windows. Office XP було випущено у виробництво 5 березня 2001 року, і пізніше було надіслано в роздрібну торгівлю 31 травня 2001 року, менше ніж за п'ять місяців до випуску Windows XP.  Він є наступником Office 2000 і попередником Office 2003. Еквівалент Mac OS X, Microsoft Office v. X, був випущений 19 листопада 2001 року.
Нові функції в Office XP включають розумні теги, функцію пошуку на основі вибору, яка розпізнає різні типи тексту в документі, щоб користувачі могли виконувати додаткові дії; інтерфейс панелі завдань, який об’єднує популярні команди панелі меню в правій частині екрана для полегшення швидкого доступу до них; нові можливості спільної роботи над документами, підтримка MSN Groups і SharePoint ; а також вбудовані можливості розпізнавання рукописного тексту та мовлення. В Office XP Microsoft включила кілька функцій для вирішення проблем із надійністю, які спостерігалися в попередніх версіях Office. Office XP також представляє окремі програми Document Imaging, Document Scanning, і Clip Organizer. Помічник Office (відомий як «Clippy»), який був представлений в Office 97 і розкритикований користувачами, вимкнено за замовчуванням в Office XP; Ця зміна була ключовим елементом рекламної кампанії Microsoft для Office XP.
Office XP несумісний із Windows 95 і попередніми версіями Windows. Office XP сумісний із Windows NT 4.0 SP6 або новішої версії, Windows 98, Windows 2000, Windows Me, Windows XP, Windows Server 2003, Windows Vista, Windows Server 2008 і Windows Server 2008 R2.  Він офіційно не підтримується в Windows 7 або новіших версіях Windows. Це остання версія Microsoft Office, яка підтримує Windows NT 4.0 SP6 або пізнішу версію, Windows 2000 до SP3, Windows 98 і Windows Me як наступну версію, Microsoft Office 2003 підтримує лише Windows 2000 SP3 або пізнішу версію.
Office XP отримав здебільшого позитивні відгуки після виходу, критики високо оцінили його функції спільної роботи, захист і відновлення документів, а також смарт-теги; однак можливості розпізнавання рукописного тексту і розпізнавання мови були піддані критиці і здебільшого вважалися гіршими за аналогічні пропозиції від конкурентів. Станом на травень 2002 року було продано понад 60 мільйонів ліцензій на Office XP.
Microsoft випустила три пакети оновлень для Office XP за час його існування.  Основна підтримка Office XP припинилася 11 липня 2006 року, а розширена підтримка завершилася 12 липня 2011 року 

## Історія
На зустрічі з фінансовими аналітиками в липні 2000 року Microsoft продемонструвала Office XP, тоді відомий під кодовою назвою Office 10, який включав набір функцій, розроблених Microsoft відповідно до того, що на той час було відомо як Стратегія .NET, за допомогою якої він мав намір надати широкий доступ клієнтам до різних веб-сервісів і таких функцій, як розпізнавання мовлення. SharePoint Portal Server 2001 під кодовою назвою Tahoe  також перебував у розробці в цей час і мав покращити співпрацю для користувачів Office 2000 і Office 10. У серпні Майкрософт випустила бета-версію Office 10 Beta 1 для ознайомлення з продуктом. У цей період Office 10 характеризувався як проміжний випуск між його попередником, Office 2000, і майбутньою версією, і планувалося включити нові параметри форматування; інтегроване розпізнавання мови; покращені можливості співпраці та розширена підтримка веб-служб; і веб-портал із веб-частинами. Перша бета-версія була сумісна з Windows 95, Windows 98, Windows NT 4.0 SP5 і Windows 2000.
Перед випуском Office 10 Beta 2 існували припущення, що Microsoft має намір змінити бренд нового продукту на «Office 2001», «Office 2002», «Office.NET»  або «Office XP»  Останній був скороченням від eXPerience і позиціонувався як бренд, який підкреслював би новий досвід, який забезпечує продукт. У той час Microsoft мала намір назвати останню версію Visual Studio «Visual Studio. NET», але неназвані джерела заявили, що компанія не бажає робити те ж саме з Office 10, оскільки продукт лише частково пов'язаний зі стратегією компанії в області .NET. Зрештою, Майкрософт обрала «Office XP» як остаточну назву продукту та використала ту саму марку для Windows XP — тоді під кодовою назвою Whistler — яка була розроблена одночасно. Незважаючи на це, окремі продукти Office XP, такі як Excel, PowerPoint і Word, продовжували використовувати угоди Microsoft щодо назв, засновані на роках, і були названі на честь 2002 року.
Office XP Beta 2 був випущений для 10 000 технічних тестувальників наприкінці 2000 року  Бета-версія 2 представила кілька вдосконалень інструментів налаштування. Наприклад, майстер спеціального обслуговування тепер дозволяв змінювати компоненти після їх встановлення, а сам процес встановлення Office XP використовував нову версію інсталятора Windows. Microsoft також припинила підтримку продукту для Windows 95 і Windows NT 4.0 SP5. Після випуску бета-версії 2 Microsoft оголосила про програму Corporate Preview Kit для Office XP, яка дозволить до 500 000 корпоративних клієнтів оцінити бета-версію продукту Corporate Preview Beta на 10 комп’ютерах на одну копію; окремі примірники коштували 19,95 доларів і термін дії закінчився 31 серпня 2001 року 
Office XP було випущено у виробництво 5 березня 2001 року, а пізніше, 31 травня 2001 року, став доступним для роздрібної торгівлі.

### Пакети оновлень
| Пакет оновлень         | Дата випуску       |
| ---------------------- | ------------------ |
| Пакет оновлень 1 (SP1) | 11 грудня 2001 р.  |
| Пакет оновлень 2 (SP2) | 21 серпня 2002 р.  |
| Пакет оновлень 3 (SP3) | 30 березня 2004 р. |

Microsoft випустила три пакети оновлень для Office XP протягом життєвого циклу продукту, які впроваджували покращення безпеки, стабільності та виправлення помилок; кожен пакет оновлень був доступний у вигляді окремих Клієнтських та Повних версій оновлення: Клієнтські оновлення призначалися для інсталяції Office XP з CD-ROM, їх можна було отримати з Microsoft Office Update або як окремі завантаження, і вони вимагали інсталяційного носія Office XP - ці оновлення не можна було видалити. Повнофайлові оновлення не вимагали доступу до інсталяційного носія і були призначені для мережевих адміністраторів для розгортання оновлень користувачам Office XP, які встановили продукт з сервера; Користувачі також могли встановлювати повнофайлві оновлення Повнофайлові оновлення вимагали Windows Installer 2.0; Office XP постачався з версією 1.1. Інсталятор Windows 2.0 постачається з Windows XP. 25 вересня 2001 року, Microsoft випустила Windows Installer 2.0 для Windows 9x, а також для Windows NT 4.0 and Windows 2000.
Пакет оновлень 1 (SP1) був випущений 11 грудня 2001 року та включав покращення продуктивності та безпеки, а також покращення стабільності на основі звітів про помилки від користувачів. SP1 також вирішив проблему, через яку документи не зберігалися в групах MSN.
Пакет оновлень 2 (SP2), випущений 21 серпня 2002 року, включав усі доступні раніше автономні оновлення; деякі з раніше випущених включали сукупні виправлення безпеки для Excel 2002 і Word 2002 для вирішення потенційно зловмисного коду, вбудованого в макроси документів. Повнофайлова версія SP2 є накопичувальною — SP1 не потрібно інсталювати, тоді як клієнтська версія потребує встановлення SP1. Лише повні оновлення файлів, випущені після пакета оновлень 2 (SP2), можна застосовувати безпосередньо до клієнтських установок Office XP. Попередні оновлення були розроблені для оновлення лише адміністративних образів і не вдавалися під час застосування безпосередньо до клієнтів.
Пакет оновлень 3 (SP3) з'явився на світ 30 березня 2004 року і включав усі раніше випущені оновлення, а також раніше не опубліковані покращення стабільності на основі відгуків і звітів про помилки, отриманих від користувачів. SP3 не потребує встановлення попередніх пакетів оновлень.  Однак, якщо клієнт Office XP було оновлено з виправленого адміністративного образу, потрібно інсталювати повнофайлову версію SP3.
Підтримка Office XP RTM без встановлених пакетів оновлень припинилася 31 грудня 2002 року. Office XP Service Pack 1 припинив підтримку 21 серпня 2003 року, а Office XP Service Pack 2 перестав підтримуватись 9 березня 2005 року, майже через 2 з половиною роки після того, як він став загальнодоступним.

## Нові можливості

### Інтерфейс користувача
У порівнянні з попередніми версіями Office, Office XP має зручніший і плоскіший вигляд. За словами Microsoft, ця зміна передбачала «видалення візуально конкуруючих елементів, візуальне визначення пріоритетів елементів на сторінці, збільшення інтервалів між літерами та між словами для кращої читабельності, а також визначення кольору переднього плану та фону, щоб вивести найважливіші елементи на передній план».

#### Розумні теги
Excel 2002 і Word 2002 представляють розумні теги, команди для певних типів тексту, включаючи адреси, календарні дати, особисті імена, номери телефонів, тикерні символи або номери відстеження в документах. Смарт-тег позначається пунктирною фіолетовою лінією під активним текстом у документі; наведення курсора миші на цей текст відображає піктограму, яка представляє список пов’язаних команд, викликаних клацанням миші абоAlt +⇧ Shift +F10Комбінація клавіш. Наприклад, смарт-тег із символом тикера в Excel може відображати останню інформацію про запаси в клітинці робочої книги, а смарт-тег імені контакту в документі Word може відображати параметри для надсилання електронного листа або планування зустрічі з ним. Excel і Word підтримують розширювані смарт-теги, які дозволяють розробникам і організаціям відображати власні команди, пов’язані з конкретною інформацією. Смарт-теги, які використовує Word, також доступні в Outlook 2002, якщо перший налаштовано як редактор електронної пошти за замовчуванням.
Команди параметрів автовиправлення та вставки в попередніх версіях Office було оновлено, щоб включити смарт-теги, які є спільними для всіх програм Office XP. Смарт-тег автовиправлення надає окремі параметри для скасування автоматичного виправлення або заборони автоматичного виправлення в майбутньому, а також надає доступ до діалогового вікна «Параметри автовиправлення». Він відображається у вигляді маленького синього прямокутника, коли курсор миші наводиться на виправлений текст. Смарт-тег «Параметри вставки» надає параметри для збереження вихідного форматування вмісту, зміни форматування на основі поточної активної програми або надання контекстно-специфічних характеристик вмісту після того, як користувачі вставлять його з буфера обміну.
Після випуску Office XP Microsoft надала на своєму вебсайті сховище для завантажуваних смарт-тегів. Прикладами сторонніх компаній, які створили смарт-теги після випуску Office XP, є ESPN, Expedia, FedEx, і MSNBC. Microsoft випустила інтелектуальний тег Euro Currency Converter, коли 1 січня 2002 року були представлені нові монети та банкноти євро. 

#### Панелі завдань

Панель завдань "Запуск" у Word 2002.

Office XP представляє інтерфейс панелі завдань, який об’єднує популярні команди панелі меню в правій частині екрана для полегшення швидкого доступу до них. Office XP містить панелі завдань «Запуск», «Пошук», «Буфер обміну» та «Вставлення графічного малюнка», а також панелі завдань, які є ексклюзивними для певних програм. Word 2002, наприклад, містить панель завдань, присвячену параметрам стилю та форматування. Користувачі можуть перемикатися між відкритими панелями завдань за допомогою кнопок «назад» і «вперед»; випадний список також представляє окремі панелі завдань, до яких користувачі можуть переключатися.
Панель завдань запуску за замовчуванням автоматично стає доступною, коли користувач запускає програму Office XP, і містить окремі команди для відкриття наявного файлу, створення нового порожнього файлу або файлу з шаблону, додавання мережевого розташування або відкриття довідки Office. Панель завдань «Пошук» містить окремі базовий і розширений режими та дозволяє користувачам запитувати локальні чи віддалені місця для файлів. Базовий режим дозволяє користувачам здійснювати повнотекстовий пошук, а розширений режим надає додаткові параметри запиту властивостей файлу. Такий індекс, як служба індексування, може покращити швидкість повернення результатів після виконання пошуку.
Панель завдань «Вставити графічний малюнок» доступна в Excel, FrontPage, PowerPoint і Word і надає параметри пошуку та вставлення графічних зображень у файли. Буфер обміну Office перероблено як панель завдань буфера обміну в усіх програмах Office XP і може вміщувати до 24 елементів буфера обміну порівняно з 12 у Office 2000. Елементи буфера обміну забезпечують візуальне представлення, яке допомагає користувачам розрізняти різні типи вмісту. Панель завдань буфера обміну Office відкривається, коли скопійовано принаймні два елементи.

#### Інші зміни інтерфейсу
- Кнопка «Стиснути зображення» на панелі інструментів «Зображення» дозволяє користувачам оптимізувати зображення, вставлені у файли.[8]
- Повідомлення електронної пошти, надіслані з усіх програм Office XP, підтримують необов’язкове вступне поле.[38]
- Internet Explorer автоматично запускає програму Office XP, яка використовується для створення документа HTML, коли користувачі друкують цей документ.[38]
- Користувачі облікових записів Microsoft можуть зберігати свої документи в приватних або публічних місцях у групах MSN.[38]
- Office XP представляє каталог «Мої джерела даних» у «Моїх документах», який забезпечує доступ до нещодавно відкритих джерел даних.[38]
- Функції безпеки в усіх програмах Office об’єднані в одну вкладку «Безпека».[38]
- У діалоговому вікні «Вставити гіперпосилання» представлено список файлів і папок із поточної папки веб-сторінки, що дозволяє користувачам переходити між відкритими веб-сторінками.[38]
- Діалогове вікно «Веб-параметри» дозволяє користувачам створювати документи, адаптовані до Internet Explorer 4, Internet Explorer 5, Internet Explorer 6 або різних версій Netscape.[8]
- Коли користувачі повертають автоматично виправлений текст у документі Office до початкового написання, текст не виправлятиметься знову.[8]

### Формати файлів

#### Підтримка XML
Access 2002 і Excel 2002 підтримують експорт та імпорт XML. Користувачі також можуть зберігати робочі книги Excel як електронні таблиці XML.

#### Пакет сумісності Office Open XML
У 2006 році Microsoft випустила пакет сумісності для Office 2000 SP3, Office XP SP3 і Office 2003 SP1, який дозволяє користувачам відкривати, редагувати та зберігати документи Excel, PowerPoint і Word Office Open XML, представлені в Office 2007. Пакет сумісності вимагає Windows 2000 SP4, Windows Server 2003, Windows XP SP1 або новіших версій Windows. Оновлення також забезпечує сумісність із документами, створеними в Office 2010, Office 2013 і Office 2016.

### Альтернативний ввід користувача

#### Розпізнавання рукописного тексту
Office XP представляє розпізнавання рукописного тексту в усіх програмах Office, дозволяючи користувачам писати за допомогою миші чи стилуса замість введення тексту на клавіатурі. Користувачі можуть вставляти рукописні нотатки в Excel, додавати рукописні коментарі до презентацій PowerPoint, надсилати рукописні повідомлення електронної пошти за допомогою Outlook або писати безпосередньо в документи Word. Нотатки, написані за допомогою портативного або кишенькового ПК, можна перетворити на документи Word , а рукописний вміст документів Word можна перетворити на текст. Перш ніж надсилати рукописні повідомлення електронної пошти, Word має бути активним редактором електронної пошти в Outlook. Після встановлення функція рукописного введення також доступна в Internet Explorer 5 і Outlook Express 5 або пізнішої версії. Механізми розпізнавання рукописного тексту доступні для версій Office XP англійською, спрощеною китайською, традиційною китайською, японською та корейською мовами.
Завантажуваний пакет Tablet Pack для Office XP надавав розширення для журналу Windows, щоб повторно використовувати нотатки як елементи Outlook 2002 і імпортувати інформацію про наради з Outlook 2002 у нотатки..

#### Розпізнавання мови
Розпізнавання мовлення на основі технології Microsoft Research доступне для всіх програм Office XP, що дозволяє користувачам диктувати текст у активних документах, змінювати форматування документа та керувати інтерфейсом за допомогою голосу. Функція розпізнавання мовлення охоплює два різні режими: диктант, який транскрибує вимовлені слова в текст; і голосові команди, які викликають функції інтерфейсу.
Розпізнавання мовлення можна встановити під час встановлення Office XP або клацнувши параметр «Мовлення» в меню «Інструменти» у Word 2002. Після встановлення він доступний як команда «Мікрофон» на панелі інструментів «Мова», яка відображається у верхньому правому куті екрана (нижній правий кут у східно-азійських версіях Office XP). Під час першого запуску функція розпізнавання мовлення пропонує навчальний посібник із покращення точності розпізнавання, який починається з інструкцій щодо налаштування мікрофона для оптимальної роботи. Розпізнавання мовлення використовує профіль мовлення для зберігання інформації про голос користувача.
Користувачі можуть налаштувати параметри розпізнавання мовлення, включаючи чутливість до вимови в режимі голосових команд, точність і час відповіді розпізнавання в режимі диктування, а також налаштування мікрофона через аплет панелі керування мовленням. Аплет регіональних і мовних параметрів містить панель інструментів мови та додаткові параметри. Механізми розпізнавання мовлення доступні для англійської, японської та спрощеної китайської мов. Microsoft рекомендувала свій пристрій SideWinder Game Voicechat як мікрофон для використання з розпізнаванням мовлення.

### Надійність
В Office XP Microsoft включила кілька функцій для вирішення проблем із надійністю, які спостерігалися в попередніх версіях Office:

### Безпека
Excel, PowerPoint і Word оновлено, щоб надати параметри шифрування паролів на основі CryptoAPI. Крім того, усі програми Office XP надають користувачам можливість цифрового підпису документів.

### Встановлення та розгортання
Під час оновлення попередньої версії Office Office XP зберігає попередню конфігурацію користувача. Office XP також можна встановити безпосередньо з адміністративного образу, розміщеного на веб-сервері через HTTP, HTTPS або FTP. У порівнянні з версією Office 2000 пакет Office Resource Kit включає різні покращення функціональності розгортання. Новий майстер налаштування INI дозволяє адміністраторам налаштувати файл конфігурації Office XP INI перед розгортанням. Майстер індивідуальної інсталяції може заборонити інсталяцію, використання або видалення програм або функцій, таких як параметри налаштування «Запуск з мережі » та «Встановлено при першому використанні». Нарешті, Майстер спеціального обслуговування було оновлено, щоб надати параметри налаштування для налаштування Office XP, включаючи параметри користувача та налаштування безпеки. Майстер збереження налаштувань, представлений в Office 2000 як додаткове завантаження для користувачів облікових записів Microsoft для віддаленого зберігання налаштувань Office на веб-сайті Office Update, було оновлено для підтримки імпорту та експорту резервних копій до локального сховища або до мережевого ресурсу 
Прагнучи подолати піратство програмного забезпечення, корпорація Майкрософт включила технологію активації продукту в усі версії Office XP, щоб заборонити користувачам встановлювати одну копію програмного забезпечення в спосіб, який порушує ліцензійну угоду з кінцевим користувачем (EULA). Ліцензійна угода дозволяє одному користувачеві встановити одну копію на основний пристрій і портативний пристрій, наприклад ноутбук. Користувачам, які вносять суттєві зміни в апаратне забезпечення пристрою Office XP, може знадобитися повторно активувати програмне забезпечення через Інтернет або по телефону. Для активації продукту не потрібна особиста інформація.
Office XP представив додаткову модель активації на основі підписки, яка дозволила споживачам щорічно ліцензувати продукт і отримувати додаткові оновлення за зниженою ціною порівняно з вартістю повної роздрібної версії. Корпорація Майкрософт спочатку мала намір надати модель активації клієнтам у Сполучених Штатах після того, як Office XP з’явиться в роздрібній торгівлі 31 травня 2001 року, але пізніше вирішила натомість зробити її доступною для споживачів у «кількох вибраних місцях», посилаючись на більш обережний підхід до доставки. Незважаючи на це, Microsoft розповсюдила оптичні носії та єдину підписку авторизованим роздрібним партнерам у США, які відвідали teamMicrosoft Live! події. У рамках пілотного експерименту споживачі в Австралії, Франції та Новій Зеландії могли придбати підписку на Office XP, починаючи з травня 2001 року; Всесвітній випуск моделі активації залежав від успіху пілотного експерименту, але Microsoft припинила підтримку підписок у 2002 році на основі відгуків і досліджень, які показали, що споживачі не дуже добре її розуміють. Office 365 — випущений через десять років після Office XP — відтоді знову запровадив ліцензії на основі підписки.

### Допомога користувачам
Нова функція «Поставити питання» з’являється у верхньому правому куті всіх програм Office XP і дозволяє користувачам вводити запитання природною мовою та отримувати відповіді, не відкриваючи Office Assistant («Clippy») або Office Help. Крім того, довідку Office було оновлено для збирання та відображення вмісту з Інтернету у відповідь на запит. Офісний помічник тепер вимкнено за замовчуванням і з’являється лише тоді, коли активовано довідку.

## Нові особливості програм
Нові функції в Word 2002 
- Параметр «Очистити форматування», який скасовує всі зміни, внесені до виділеного тексту, але зберігає гіперпосилання
- Полотно малювання дозволяє вирівнювати такий вміст, як WordArt, за фіксованою позицією
- Для індійських мов шрифти з шрифтом деванагарі та тамільським шрифтом тепер відображаються правильно завдяки оновленій версії Uniscribe.[72] Крім того, були представлені інструменти перевірки правопису для хінді, маратхі, гуджараті, каннади, пенджабі, тамільської та телугу.[73]
- Спільне редагування не в режимі реального часу, що дозволяє декільком користувачам на спільному файлі або сервері редагувати документ і об’єднувати зміни, не вимагаючи його розблокування; коли користувач завершує редагування та закриває спільний документ, інші користувачі можуть переглядати його чи її правки та об’єднувати власні зміни
- У документі можна виділяти кілька фрагментів тексту одночасно
- Стилі для маркованих списків і таблиць
- Підтримка відфільтрованих веб-сторінок, що дозволяє користувачам зменшувати розмір HTML-документа шляхом видалення тегів XML і форматування Word
- Підтримка водяних знаків у документах
- На вкладці «Загальні» діалогового вікна «Властивості» тепер відображається формат файлу відкритого документа
- Панель інструментів підрахунку слів

Нові функції в Excel 2002 
- Креслення меж із параметрами сітки, кольору лінії, стилю та товщини
- Тепер можна додавати кольори до вкладок на аркуші
- Малюнки тепер можна вставляти безпосередньо як верхні та нижні колонтитули
- Інформація про аргумент функції у підказках
- Якщо клітинка містить велике число, пов’язаний із ним стовпець завузький для відображення ("###"), Excel відображає ціле число у спливаючій підказці
- Числа можна сортувати як текст, щоб запобігти неочікуваним результатам сортування, які виникають у змішаних списках чисел і тексту
- Формулювання сповіщень Excel було переглянуто, щоб бути лаконічним
- Користувачі можуть послідовно оцінювати формули, щоб визначити, як Excel отримав результат обчислення
- За допомогою функції перегляду користувачі можуть відстежувати результати кількох комірок в окремому вікні, навіть коли працюють на іншому аркуші чи робочій книзі.

Нові функції в Outlook 2002 
- Автозаповнення для адрес електронної пошти
- Кольорові категорії для елементів календаря
- Розклад груп
- Підтримка гіперпосилань у темах електронних листів
- Вбудована підтримка Outlook.com
- Покращена функція пошуку, включаючи можливість зупинити пошук і відновити його пізніше
  - Поступовий пошук та індексація вмісту доступні, якщо встановлено Windows Search [76]
- Підтримка місячного календаря
- Інтеграція з MSN Messenger
- Покращення продуктивності [77]
- Покращення панелі попереднього перегляду, включаючи можливість відкривати гіперпосилання; відповідати на запрошення на зустріч; і відображати властивості електронної пошти, не відкриваючи повідомлення
- Вікно нагадувань, яке об’єднує всі нагадування про зустрічі та завдання в одному поданні
- Політики зберігання документів і електронної пошти
- Покращення безпеки, зокрема автоматичне блокування потенційно небезпечних вкладень і програмного доступу до інформації в Outlook
  - SP1 представив можливість перегляду електронної пошти без цифрового підпису або незашифрованої електронної пошти як звичайного тексту[78]
  - SP2 дозволяє користувачам через реєстр забороняти додавання нових облікових записів електронної пошти або створення нових персональних таблиць зберігання [79]
  - SP3 оновлює захист об’єктної моделі для програм, які мають доступ до повідомлень та інших елементів [80]
- Розумні теги, коли Word налаштовано як редактор електронної пошти за замовчуванням

Нові функції в PowerPoint 2002 
- GDI+ прискорює рендеринг графіки, ефекти та друк
- Зображення на слайдах тепер можна гортати та повертати
- Кілька зразків слайдів у презентаціях
- Вбудована підтримка таких діаграм, як цикл, піраміда та діаграма Венна
- Покращення трансляції презентації
- Інструменти доповідача, які дозволяють користувачам переглядати деталі майбутніх маркерів або слайдів і нотатки доповідача, а також переходити до будь-якого слайда, не показуючи ці дії аудиторії; ця функція вимагає конфігурації з кількома моніторами
- Попередній перегляд
- Смарт-теги для функцій «Застосування автоматичного макета» та «Автопідбір», остання з яких була оновлена для автоматичної зміни розміру шрифтів відповідно до слайдів під час введення користувачами та зняття обмеження на мінімальний розмір шрифту
- Підтримка додаткових розмірів паперу для друку
- Мініатюри слайдів тепер відображаються на лівій панелі інтерфейсу
- Тепер користувачі можуть прив’язувати об’єкти до сітки та відображати напрямні для малювання

Нові функції в Access 2002 
- Новий формат файлу, який забезпечує швидший доступ і обробку даних для великих баз даних; за замовчуванням використовується формат Access 2000
- Новий конструктор збережених процедур дозволяє користувачам створювати або змінювати прості збережені процедури Microsoft SQL Server
- Пакетні оновлення для проектів Access
- Журналування помилок перетворення, у якому створюється таблиця з інформацією про кожну помилку, що виникає під час перетворення бази даних Access 95, Access 97 або Access 2000
- Розширена міжнародна підтримка, включаючи можливість змінювати напрямок читання зліва направо
- Підтримка кількох операцій скасування та повторення
- Підтримка зведених діаграм і зведених таблиць

Нові функції в Publisher 2002 
- Настроювані панелі інструментів
- Схеми шрифтів, якими можна поділитися з Word
- Підтримка колонтитулів
- Тепер можна відкривати кілька публікацій одночасно
- Попередній перегляд
- Підтримка OfficeArt
- Нове діалогове вікно «Формат» поєднує вкладки «Кольори та лінії», «Макет», «Зображення», «Розмір», «Текстове поле» та «Веб».
- Користувачі можуть експортувати об’єкти, сторінки або групи об’єктів і сторінок як зображення
- Користувачі можуть відкривати, редагувати та зберігати публікації у форматі HTML
- Підтримка Visual Basic for Applications (VBA).
- Тепер документи Word можна імпортувати безпосередньо в Publisher

Нові функції у FrontPage 2002 
- Автоматичний веб-вміст від третіх сторін, зокрема Expedia та MSNBC
- Інтернет-форуми та онлайн-опитування можна інтегрувати з веб-сайтами
- Функції HTML 4, включаючи кнопки та набори полів у формах, вбудовані фрейми та атрибути мови
- Вкладки для навігації між різними сторінками в інтерфейсі
- Теги на сторінках HTML можна автоматично переформатувати для сумісності з XML
- Оновлено теми з попередніх версій FrontPage
- Підтримка Unicode
- Тепер користувачі можуть публікувати веб-сайти у фоновому режимі та продовжувати вносити зміни під час процесу публікації
- Звіти про аналіз використання з щоденними, щотижневими або місячними кроками дозволяють користувачам визначити, як часто здійснюється доступ до веб-сторінки та URL-адресу, з якої здійснюється цей доступ; звіти можна експортувати в Excel або як HTML

## Видалені особливості
- Binder було замінено Unbind, програмою, яка може видобувати вміст файлу Binder. Unbind можна встановити з компакт-диска Office XP.[85]
- Microsoft Photo Editor більше не підтримує формат зображень PCX[86]
- Office XP Small Business Edition видаляє Small Business Customer Manager під час оновлення Office 2000; функція не видаляється під час оновлення до версії Professional. Користувачі, які бажають зберегти Small Business Customer Manager, повинні застосувати виправлення Small Business Tools 2000 із другого компакт-диска Office 2000 перед оновленням Office XP до версії Small Business.[87]
- Microsoft Map видалено з Excel 2002 [88]
- У Excel 2002 кілька надбудов більше недоступні. Деякі, але не всі, інтегровані в Excel 2002 і, таким чином, стають зайвими.[89][90]
- . Файли DBF для Samples.xls і двох японських шаблонів видалено в Excel 2002[89][90]
- Microsoft Query більше не доступний[89][90]
- У PowerPoint 2002 надбудова Custom Soundtracks більше не підтримується, а параметр Routing Recipient у меню Send To було видалено.[89][90]
- В Outlook 2002[89][90] видалено низку функцій.

## Видання
Складові продукти були упаковані разом у різні набори. Деякі з цих випусків були доступні як пакети для роздрібної торгівлі у повній або оновленій версіях, інші як повні OEM- версії для включення в нові ПК, а треті як версії з корпоративною ліцензією, які не потребували активації. Усі випуски містили основні компоненти Word, Excel і Outlook, а всі випуски, крім  Small Business, містили PowerPoint. Крім того, була випущена версія Special Edition лише для оновлення з IntelliMouse Explorer під брендом Office XP , а деякі копії включали медіа-вміст Office XP на окремому диску.
| Features           | Standard for Students and Teachers | Standard | Professional      | Small Business | Professional with Publisher | Professional with FrontPage | Professional Special Edition | Developer    |
| ------------------ | ---------------------------------- | -------- | ----------------- | -------------- | --------------------------- | --------------------------- | ---------------------------- | ------------ |
| Схема ліцензування | Academic                           | Retail   | Retail and volume | OEM            | OEM                         | Volume                      | Retail                       | Retail, MSDN |
| Word 2002          | Так                                | Так      | Так               | Так            | Так                         | Так                         | Так                          | Так          |
| Excel 2002         | Так                                | Так      | Так               | Так            | Так                         | Так                         | Так                          | Так          |
| Outlook 2002       | Так                                | Так      | Так               | Так            | Так                         | Так                         | Так                          | Так          |
| PowerPoint 2002    | Так                                | Так      | Так               | Ні             | Так                         | Так                         | Так                          | Так          |
| Access 2002        | Ні                                 | Ні       | Так               | Ні             | Так                         | Так                         | Так                          | Так          |
| Publisher 2002     | Ні                                 | Ні       | Ні                | Так            | Так                         | Ні                          | Так                          | Ні           |
| FrontPage 2002     | Ні                                 | Ні       | Ні                | Ні             | Ні                          | Так                         | Так                          | Так          |
| Developer tools    | Ні                                 | Ні       | Ні                | Ні             | Ні                          | Ні                          | Ні                           | Так          |
| MapPoint 2002      | Ні                                 | Ні       | Ні                | Ні             | Ні                          | Ні                          | Ні                           | Ні           |
| Data Analyzer 2002 | Ні                                 | Ні       | Ні                | Ні             | Ні                          | Ні                          | Ні                           | Ні           |
| Visio 2002         | Ні                                 | Ні       | Ні                | Ні             | Ні                          | Ні                          | Ні                           | Ні           |
| Project 2002       | Ні                                 | Ні       | Ні                | Ні             | Ні                          | Ні                          | Ні                           | Ні           |

## Критика
Microsoft Office XP отримав змішані або позитивні відгуки після випуску. CNET похвалив нові функції співпраці та відновлення даних і заявив, що Office XP запропонував «масу поступових покращень» у порівнянні зі своїм попередником Office 2000, але зрештою дійшов висновку, що «більшість удосконалень і доповнень краще підходять для груп, ніж для окремих осіб». Критика також була спрямована на суворі вимоги до простору на жорсткому диску та його несумісність із Windows 95. Тим не менш, CNET нагородив Office XP 4-зірковим рейтингом редакторів. Журнал PC Magazine оцінив Office XP на 4 зірки з 5 і високо оцінив акцент продукту на контролі користувача, особливо щодо параметрів налаштування для функцій, представлених у попередніх версіях, і вважав його «одним із небагатьох оновлень Microsoft, яке майже не завдає шкоди своїм значні здобутки». New York Times стверджувала, що Office XP «це не стільки список нових функцій, скільки вдосконалене розташування старих», але похвалила нові функції співпраці, які були розцінені як «великий стрибок». " з попередніх версій. Пол Терротт вважав Office XP «обов’язковим оновленням для таких письменників, як я», хоча він також заявив, що без нової функції розумних тегів він «створюється як незначне оновлення з численними корисними, але невеликими змінами."
Хоча більшість оцінок Office XP були позитивними, функцію розпізнавання мовлення часто критикували через її неточність і відсутність розширеної функціональності. CNET вважав його «особливо поганим» через його нездатність розпізнавати команди редагування тексту, такі як «виберіть речення», і через те, що він вимагав від користувачів вручну перемикатися між командним режимом і режимом диктування. PC Magazine заявив, що і функції розпізнавання мовлення, і розпізнавання рукописного тексту не були «достатньо надійними для загального використання». Однак у пізнішій оцінці журнал PC Magazine заявив, що «розпізнавання мовлення досить точне, але існує дуже мало команд для редагування та виправлення тексту», і рекомендував Dragon NaturallySpeaking, IBM ViaVoice або Voice Xpress для диктування. The New York Times припустила, що Microsoft майже не довіряла цій функції, оскільки вона не встановлена за замовчуванням, а мікрофон не включено в Office XP; однак було зроблено висновок, що це «непогано для халяви, особливо якщо ви бажаєте швидко отримати першу чернетку та виправити помилки розпізнавання пізніше». Пол Терротт заявив, що «розпізнавання голосу настільки погане, що його майже не варто навіть обговорювати», зробивши висновок, що це «це свого роду жарт» у порівнянні зі зрілими продуктами, такими як Dragon NaturallySpeaking.